# Rudi Vanlancker
Rudi Vanlancker (10 januari 1971) is een voormalige Belgische atleet, die gespecialiseerd was in het verspringen.

## Biografie
Vanlancker is de zoon van voormalig wielrenner Robert Vanlancker, tweevoudige wereldkampioen spurt op de piste.
In 1987 behaalde Van Lancker een gouden medaille op de Youth Olympic Days te Papendal. Hij veroverde in 1989 een bronzen medaille op de Europese kampioenschappen voor junioren. Begin 1990 werd hij voor het eerst Belgisch indoorkampioen. Hij nam dat jaar ook deel aan de wereldkampioenschappen voor junioren. Gezien zijn persoonlijk record was hij een van de favorieten, maar hij werd verrassend uitgeschakeld in de kwalificatie.
Tussen 1991 en begin 1993 haalde Vanlancker vier opeenvolgende Belgische titels, twee outdoor en twee indoor. Nadien behaalde hij nog verschillende ereplaatsen op Belgische kampioenschappen.
Vanlancker was aangesloten bij Royal Excelsior Sports Club. In 1996 behaalde hij een professionele bachelor in lichamelijke opvoeding aan de Erasmushogeschool Brussel. Sindsdien is hij werkzaam als personal trainer.

## Belgische kampioenschappen
Outdoor
| Onderdeel   | Jaar       |
| ----------- | ---------- |
| verspringen | 1991, 1992 |

Indoor
| Onderdeel   | Jaar             |
| ----------- | ---------------- |
| verspringen | 1990, 1992, 1993 |

## Persoonlijke records
Outdoor
| Onderdeel   | Prestatie | Datum            | Plaats  |
| ----------- | --------- | ---------------- | ------- |
| verspringen | 7,86 m    | 15 augustus 1992 | Brussel |

Indoor
| Onderdeel   | Prestatie | Datum            | Plaats |
| ----------- | --------- | ---------------- | ------ |
| verspringen | 7,63 m    | 24 februari 1991 | Gent   |

## Palmares

### verspringen
- 1988: 7e WK U20 in Sudbury - 7,45 m
- 1989:  BK indoor AC - 7,35 m
- 1989:  EK U20 in Varazdin - 7,79 m
- 1990:  BK indoor AC - 7,60 m
- 1990: 13e in kwal. WK U20 in Sofia - 7,41 m
- 1991:  BK indoor AC - 7,63 m
- 1991:  BK AC - 7,85 m
- 1992:  BK indoor AC - 7,52 m
- 1992:  BK AC - 7,86 m
- 1993:  BK indoor AC - 7,58 m
- 1994:  BK AC - 7,66 m
- 1995:  BK indoor AC - 7,41 m
- 1995:  BK AC - 7,64 m
- 1996:  BK AC - 7,42 m
- 2002:  BK AC - 7,31 m
- 2003:  BK indoor AC - 7,07 m

### 4 x 100 m
- 1988: DSQ series WK U20 in Sudbury

## Onderscheidingen
- 1991: Grand Prix LBFA